# Kabinet-Carlsson III
Het kabinet–Carlsson III was de regering van het Koninkrijk Zweden van 7 oktober 1994 tot 22 maart 1996. Het kabinet werd gevormd door de politieke partij Sveriges Socialdemokratiska Arbetareparti (SAP) na de parlementsverkiezingen van 1994 met partijleider Ingvar Carlsson voor een tweede termijn als premier.

## Kabinet–Carlsson III (1994–1996)
| Ambtsbekleder                     | Ambtsbekleder     | Ambtsbekleder             | Functie(s)                                    | Ambtstermijn    | Ambtstermijn      | Partij(en) |
| --------------------------------- | ----------------- | ------------------------- | --------------------------------------------- | --------------- | ----------------- | ---------- |
|                                   | Ingvar Carlsson   | Ingvar Carlsson (1934)    | Premier                                       | 7 oktober 1994  | 22 maart 1996     | SAP        |
|                                   | Mona Sahlin       | Mona Sahlin (1957)        | Vicepremier                                   | 7 oktober 1994  | 10 november 1995  | SAP        |
|                                   |                   | Lena Hjelm- Wallén (1943) | Minister van Buitenlandse Zaken               | 7 oktober 1994  | 8 oktober 1998    | SAP        |
|                                   | Göran Persson     | Göran Persson (1949)      | Minister van Financiën                        | 7 oktober 1994  | 22 maart 1996     | SAP        |
|                                   | Laila Freivalds   | Laila Freivalds (1942)    | Minister van Justitie                         | 7 oktober 1994  | 20 september 2000 | SAP        |
|                                   |                   | Sten Heckscher (1942)     | Minister van Economische Zaken                | 7 oktober 1994  | 6 februari 1996   | SAP        |
|                                   |                   | Jörgen Andersson (1946)   | Minister van Economische Zaken                | 6 februari 1996 | 22 maart 1996     | SAP        |
|                                   | Thage Peterson    | Thage Peterson (1933)     | Minister van Defensie                         | 7 oktober 1994  | 1 februari 1997   | SAP        |
|                                   | Ingela Thalén     | Ingela Thalén (1943)      | Minister van Volksgezondheid en Sociale Zaken | 7 oktober 1994  | 22 maart 1996     | SAP        |
|                                   | Anders Sundström  | Anders Sundström (1952)   | Minister van Arbeid                           | 7 oktober 1994  | 22 maart 1996     | SAP        |
|                                   | Carl Tham         | Carl Tham (1939)          | Minister van Onderwijs                        | 7 oktober 1994  | 6 oktober 1998    | SAP        |
|                                   | Ines Uusmann      | Ines Uusmann (1948)       | Minister van Transport                        | 7 oktober 1994  | 6 oktober 1998    | SAP        |
|                                   |                   | Jörgen Andersson (1946)   | Minister van Volkshuisvesting                 | 7 oktober 1994  | 22 maart 1996     | SAP        |
|                                   | Margareta Winberg | Margareta Winberg (1947)  | Minister van Landbouw                         | 7 oktober 1994  | 22 maart 1996     | SAP        |
|                                   | Anna Lindh        | Anna Lindh (1957–2003)    | Minister van Milieu en Klimaat                | 7 oktober 1994  | 6 oktober 1998    | SAP        |
|                                   | Margot Wallström  | Margot Wallström (1954)   | Minister van Cultuur                          | 7 oktober 1994  | 22 maart 1996     | SAP        |
| Ministers zonder portefeuille     |                   |                           |                                               |                 |                   |            |
| Ambtsbekleder                     | Ambtsbekleder     | Ambtsbekleder             | Functie(s)                                    | Ambtstermijn    | Ambtstermijn      | Partij(en) |
|                                   | Marita Ulvskog    | Marita Ulvskog (1951)     | Minister voor Administratieve Zaken           | 7 oktober 1994  | 22 maart 1996     | SAP        |
|                                   |                   | Jan Nygren (1950)         | Minister voor Regeringsbeleid                 | 7 oktober 1994  | 22 maart 1996     | SAP        |
|                                   | Mats Hellström    | Mats Hellström (1942)     | Minister voor Buitenlandse Handel             | 7 oktober 1994  | 22 maart 1996     | SAP        |
| Minister voor Europese Zaken      | Mats Hellström    | Mats Hellström (1942)     |                                               | 7 oktober 1994  | 22 maart 1996     | SAP        |
| Minister voor Noorse Samenwerking | Mats Hellström    | Mats Hellström (1942)     |                                               | 7 oktober 1994  | 22 maart 1996     | SAP        |
|                                   | Pierre Schori     | Pierre Schori (1938)      | Minister voor Ontwikkelings- samenwerking     | 7 oktober 1994  | 15 september 1999 | SAP        |
|                                   |                   | Leif Blomberg (1941–1998) | Minister voor Immigratie en Integratie        | 7 oktober 1994  | 2 maart 1998      | SAP        |
|                                   |                   | Anna Hedborg (1944)       | Minister voor Sociale Zekerheid               | 7 oktober 1994  | 22 maart 1996     | SAP        |
|                                   |                   | Ylva Johansson (1964)     | Minister voor Voortgezet Onderwijs            | 7 oktober 1994  | 6 oktober 1998    | SAP        |